# Metacatharsius seminulum
Metacatharsius seminulum är en skalbaggsart som beskrevs av Vladimir Balthasar 1940. Metacatharsius seminulum ingår i släktet Metacatharsius och familjen bladhorningar. Inga underarter finns listade i Catalogue of Life.